# 殖民管道網絡攻擊
2021年5月7日，起源于美国德克萨斯州休斯敦、主要负责向美国东南部运输重油的石油管道系统殖民管道遭遇勒索软件网络攻击，影响负责管理管道的计算机系统。事发后，殖民管道暂停运作，全力应对袭击，17个州与华盛顿特区发布了区域紧急声明，以维持燃油供应。该事件是美国有史以来针对石油基础设施的最大规模网络袭击。联邦调查局及多家媒体证实黑客犯罪组织DarkSide策划了此次袭击，该团伙在发动袭击的前一天已从殖民管道公司的服务器偷走100千兆字节的数据。

## 背景
殖民管道利用管道运输，将德克萨斯州的汽油、柴油及航空煤油运输到纽约州，约45%的燃油在东海岸地区消费。自从2020年国防部、财政部、国务院和国土安全局等多个联邦政府部门寄存於SolarWinds的泄露数据后，外界担心基建设施亦容易遭遇网络袭击侵袭。

## 影响
殖民管道发现公司计算机网络被勒索软件入侵后，立刻关停管道系统，防止黑客利用可能已获取的信息，进一步攻击系统薄弱部位。翌日，公司未确定系统恢复正常运作的时间。攻击者盗走100G数据，要求公司交付赎金，否则会在网上公开。5月9日，公司表示系统预计会在周末完成修复。
受事件影响，夏洛特道格拉斯國際機場燃油短缺，美国航空临时改变航班时刻表。至少两架航班（飞往檀香山和伦敦）需要中途停靠加油，或是推迟四天抵达目的地。哈茨菲尔德-杰克逊亚特兰大国际机场转用其他供应商，另外至少有5家公司由殖民管道直接服务。
管道关闭第四天，多地加油站燃油短缺，民众疯狂抢购汽油。阿拉巴马州、佛罗里达州、乔治亚州、北卡罗来纳州、南卡罗来纳州均缺油。南卡罗来纳州和弗吉尼亚州南部受灾最为严重，其中夏洛特71%的加油站缺油。平均油价每加仑升至3美元，录得2014年以来最大涨幅。

## 应对
总统乔·拜登5月9日宣布紧急状态，取消陆路运输燃油限制，缓解潜在短缺问题。次日，拜登表示尽管无证据显示俄罗斯政府参与袭击，但有证据显示涉事组织DarkSide位于俄罗斯，因此俄罗斯当局“必须负起责任处理事件”。独立网络安全研究员发现俄语系统下勒索软件不会加密文件，认为该组织是俄罗斯的。5月9日，DarkSide发表声明，未直接提及袭击事件，但表示“我们的目标是赚钱，不是给社会添麻烦”。
5月10日，乔治亚州州长布莱恩·坎普宣布紧急状态，同时临时免征燃油税。5月12日，美国交通部长皮特·布蒂吉格和能源部长珍妮弗·格蘭霍姆警告民众不要囤积汽油，重申美国正面临“供应紧缩”，石油不存在短缺。
5月13日，據媒體報道，殖民管道向黑客組織支付将近500万美元的赎金以恢复系统。
5月13日，DarkSide的部落格 、支付伺服器，以及SDN伺服器，疑已遭到執法機關扣押。
6月7日，美國司法部表示已經追回大部分的贖金，並且披露聯邦調查局掌握一個私人密鑰，解鎖了收取大部分贖金的賬號，合計63.7個比特幣，市值230萬美元。賬號的地址位於加州北部。

## 管道重启
5月12日，经过六天的关闭，殖民管道公司重启系统，但服务恢复正常还需要几天。公司表示会尽可能提高燃油运输量，直至市场恢复稳定。5月13日，殖民管道宣佈供油管道全线恢复运营。5月15日，殖民管道公司宣佈燃油运输系统恢复正常运营。